# Bullapura, Davanagere
Bullapura là một làng thuộc tehsil Davanagere, huyện Davanagere, bang Karnataka, Ấn Độ.